# Teofane il Greco

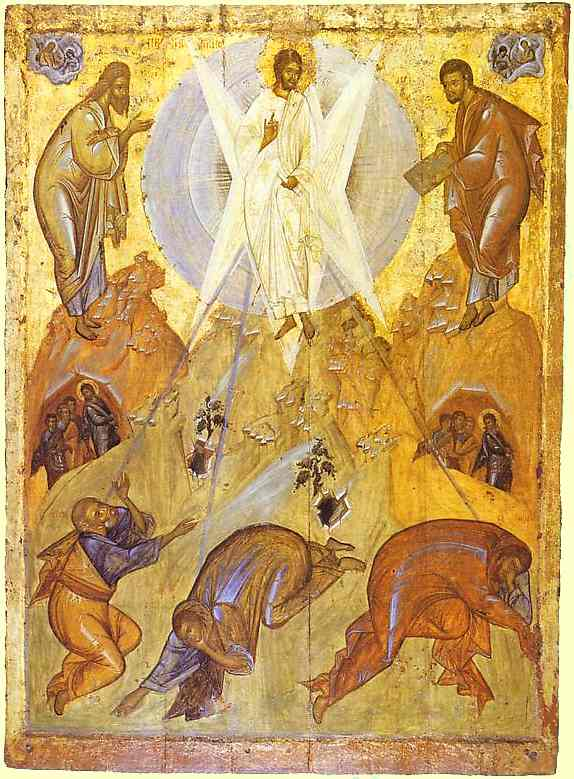
Trasfigurazione di Gesù

Teofane il Greco (1335 circa – 1410 circa) è stato un pittore bizantino.

## Biografia
È una delle rare personalità distinte della pittura bizantina, la cui attività a Costantinopoli e nell'Anatolia è documentata dalle fonti.
Esordì a Costantinopoli e in seguito si trasferì in Russia, a Novgorod (1378), dove dipinse la sola opera a lui attribuita con certezza: gli affreschi della Chiesa della Trasfigurazione, che comprendono ritratti di Noè, San Macario, Abele e la Trinità dell'Antico Testamento.
Alcuni anni dopo, nel 1395, affiancato probabilmente da un gruppo di allievi, affrescò la Chiesa Della Natività della Vergine. Inoltre diede vita ad un gruppo di icone nella cattedrale dell'Annunciazione e affrescò la cattedrale dell'Arcangelo a Mosca.
Morì tra il 1405 e il 1415.